# Pico Turquino
Il Pico Turquino, con i suoi 1.974 metri è il punto più alto di Cuba. Si trova nella parte sud-est dell'isola, nella catena montuosa della Sierra Maestra nella provincia di Santiago di Cuba.

## Collocazione geografica
La montagna è situata nel cuore della Sierra Maestra in una zona caratterizzata da fiumi, foreste, valli e varie cime. Per raggiungerla è necessario seguire un tracciato tortuoso, a volte per salite ripide, su sentieri che percorrono un paesaggio ben conservato e unico, con una grande varietà di flora fauna. Il Pico Turquino è l'unico luogo di Cuba dove sia stata registrata una nevicata nel XX secolo, per la precisione il 14 febbraio del 1900. Le segnalazioni di nevicate precedenti sono meno attendibili.